# Horia Liman
Horia Liman (cu numele real de familie Lehman; n. 12 septembrie 1912, București, România – d. 22 august 2002, Neuchâtel, cantonul Neuchâtel, Elveția) a fost un jurnalist și scriitor de expresie română și franceză.

## Cariera profesională
Horia Liman s-a născut în 1912 la București, într-o familie evreiască originară din Brăila. Numele său de familie era Lehman. Și-a început cariera de jurnalist în anii 1930, colaborând la diverse reviste literare românești ale vremii: Zodiac (1930–1931); Discobolul (septembrie 1932 – martie 1933), revistă lunară de stânga pe care a fondat-o împreună cu Dan Petrașincu și Ieronim Șerbu și pe care a condus-o și la care au colaborat, printre alții, Eugen Ionescu, Emil Cioran și Eugen Jebeleanu; Răboj și Vremea (1936–1938); Lumea românească (1937–1939). A suferit de pe urma persecuției rasiale în anii 1940, fiind înlăturat din presă. A fost membru al Partidului Comunist din România în perioada interbelică, când acest partid activa în clandestinitate.
După război a fost redactor-șef adjunct al ziarului Scânteia (1945–1946) și apoi redactor-șef adjunct al revistei Contemporanul (1946–1955). Concepția sa cu privire la presa vremii reiese din articolul „Forța presei comuniste”, publicat în Contemporanul, nr. 18 (448), 6 mai 1955, în care își afirma atașamentul față de ideologia comunistă și susținea necesitatea respectării indicațiilor politice în activitatea jurnalistică: „Pentru ziarist ca și pentru scriitor, este deopotrivă valabilă indicația leninistă de a combate pe «custozii tradițiilor capitalismului». (...) În zece ani de apariție liberă, sub îndrumarea înțeleaptă a partidului și învățând din experiența sovietică, presa noastră a crescut deopotrivă în adâncime și în lărgime. (...) Presa nu mai aparține unui pumn de îmbuibați și șantajiști. Ea este iubită și respectată de poporul muncitor. (...) Pe drumul trasat de Lenin și Stalin presei comuniste, învățând fără preget din experiența atât de bogată a presei sovietice, însușindu-ne zi de zi sarcinile mărețe ce ni le pune în față partidul, să luptăm cu toate puterile unite pentru înflorirea patriei noastre iubite, pentru a face să învingă viața, viața liberă, în toate ungherele pământului”. Jurnalistul și omul politic comunist Dumitru Popescu („Dumnezeu”), care a lucrat ca redactor la Contemporanul în perioada 1950–1956 și a devenit apoi redactor-șef al ziarelor Scînteia tineretului (1956–1960) și Scînteia (1965–1968) și director general al Agerpres (1960–1962), îl considera pe Horia Liman un „meseriaș de presă antebelic și pamfletar redutabil”, „tipul ziaristului productiv, în stare să se miște pe toată claviatura profesiei”, cu o mare capacitate de adaptare, dar cu o cultură mai redusă.
Liman a îndeplinit pentru o perioadă funcția de redactor-șef al revistei Contemporanul, dar, în ciuda bogatei sale experiențe ziaristice, n-a reușit să scoată o revistă mai interesantă decât cea publicată de predecesorii săi ideologi (Iosif Ardeleanu, Marcel Breazu și Ion Banu); motivul principal era, potrivit lui Dumitru Popescu („Dumnezeu”), nesiguranța sa în interpretarea directivelor politice. În vara anului 1954, când a fost bolnav, el a fost înlocuit temporar, „cu delegație”, de profesorul Ion Banu de la Facultatea de Filosofie. Liman și-a reluat activitatea la începutul anului 1955, dar a fost înlocuit însă din funcție în luna septembrie a aceluiași an cu George Ivașcu. Înlocuirea lui Horia Liman din funcția de redactor-șef al revistei Contemporanul s-a făcut la propunerea lui Pavel Țugui, șeful Secției de Știință și Cultură a Comitetului Central al PMR (1955–1960), ca urmare a faptului că ziaristul ignorase reabilitarea politică a poetului Tudor Arghezi, nesemnalând în revistă apariția noii cărți a lui Arghezi și mărginindu-se să publice la 27 mai 1955 doar un comunicat oficial al Agerpres cu privire la ceremonia decorării poetului de către Marea Adunare Națională. După înlocuirea sa din funcția de conducere a revistei Contemporanul, Horia Liman s-a întors la ziarul Scînteia și a fost trimis în diferite părți ale României pentru a realiza reportaje. Cu ocazia unei călătorii în Țara Oașului, s-a întors entuziasmat și a spus familiei că ar vrea să scrie o carte despre Târgul de fete de pe Muntele Găina; cartea a fost publicată 30 de ani mai târziu în limba franceză și a fost tradusă în limba română sub titlul Scadența.
Horia Liman a fost trimis corespondent Agerpres la Praga și apoi, în 1965, la Berna. Aflat cu familia în Elveția, Horia Liman i-a trimis o scrisoare dură lui Dumitru Popescu, în care își exprima nemulțumirea că textele trimise ziarelor din România erau cenzurate și modificate și îl anunța că nu se mai întoarce în România. În aceeași scrisoare el își lua angajamentul că nu va denigra țara, poporul român și Partidul Comunist Român în textele pe care le va scrie în Occident. Horia Liman a cerut azil politic în Elveția în 1970 și a devenit cetățean elvețian în 1981. S-a stabilit la Neuchâtel, unde a colaborat la mai multe publicații francofone: La Gazette de Lausanne, Construire, Correspondances, Cahiers de l’Alliance culturelle romande.
Horia Liman este tatăl jurnalistului spaniol de origine română Adrian Mac Liman (n. 1944), unul dintre puținii jurnaliști nemusulmani care au reușit să-i ia un interviu teroristului Osama bin Laden.

## Activitatea literară
Horia Liman a publicat câteva cărți în timpul regimului comunist, devenind membru al Uniunii Scriitorilor din RPR.
Pe parcursul autoexilului elvețian Horia Liman a scris mai multe nuvele și romane și a publicat în 1987 La foire aux jeunes filles, un roman care prezintă moravurile locuitorilor din zona Oașului, o regiune cu tradițiile ancestrale din nordul României. Autorul stabilește tipuri umane tipice (căruțașul, cârciumarul, vrăjitoarea, preotul) și scoate în evidență obiceiurile vechi, printre care faimosul târg de fete de pe Muntele Găina. Cartea a fost reeditată în 1992 sub titlul L’échéance și publicată în limba română în 2019 sub titlul Scadența. În același an Liman a publicat Les bottes, o vastă frescă a perioadei 1930–1970 din România, văzută prin intermediul personajului Valer Filimon, protagonist principal și alter-ego al autorului. Prin amploarea sa, acest roman constituie opera sa majoră.
Horia Liman a fost membru al mai multor asociații literare: Alliance culturelle romande, Association des écrivains neuchâtelois et jurassiens (Aenj), Association vaudoise des écrivains, Association des écrivains de langue française (Adelf, section française), Pen club international (section suisse romande), Amis de Panaït Istrati. El a mai editat o antologie a poeziei românești sub auspiciile Pen Club-ului Internațional.
În 1993 a obținut Premiul Schiller al asociației elvețiene Schweizerische Schillerstiftung pentru romanul Les bottes.

## Opera

### Cărți publicate în limba română
- Marea de piatră, Editura de Stat, București, 1948
- Haita, Colecția „Contemporanul”, 1949
- Drumul revoluției chineze, Colecția „Contemporanul”, 1949
- Hotarul soarelui, Editura Tineretului, București, 1957
- Cronica ilustrată a unei lumi apuse, Editura Politică, București, 1959
- Cînt oamenii și zările, ESPLA, București, 1959
- Timpurile și anotimpurile Bucureștiului, Editura Tineretului, București, 1960
- Patetica : Germania – ieri și azi, Editura Tineretului, București, Colecția „În jurul lumii”, 1965
- Joseph McCarthy vînează vrăjitoare, Editura Tineretului, București, 1965

### Cărți publicate în limba franceză
- La foire aux jeunes filles, Pensionante de' Saraceni, Lecce, 1987.
- L'échéance, Canevas éd., Saint-Imier, 1992. Reeditare a romanului La foire aux jeunes filles. Traducere în limba română: Scadența, Ed. Ars Longa, Iași, 2019.
- Les bottes, Canevas éd., Saint-Imier, 1992

### Articole (selecție)
- „Adevăratul chip al lui Iuliu Maniu”, în Scânteia, nr. 223, luni 14 mai 1945, pp. 1–2;
- „Forța presei comuniste”, în Contemporanul, nr. 18 (448), 6 mai 1955.

## Citat
„Visarea paradisului nu este ceva inventat de noi. Solidaritatea care leagă membrii unui trib care se închină în fața totemului este o tradiție veche de câteva mii de ani. Dar noi am crezut că deschidem ușile Istoriei. Noi am crezut că suntem Începutul.” (Les bottes, p. 68)

## Decorații
- Ordinul „Steaua Republicii Populare Romîne” clasa a III-a (21 august 1954) „pentru merite deosebite pe tărîmul construcției de stat, economice, sociale și culturale, cu ocazia celei de a zecea aniversări a eliberării patriei noastre”[15]
- Ordinul „23 August” clasa a V-a (12 august 1959) „pentru activitate rodnică în dezvoltarea științei și culturii din Republica Populară Romînă”[16]
- Medalia „40 de ani de la înființarea Partidului Comunist din Romînia” (6 mai 1961) „pentru merite în activitatea de partid și întărirea regimului democrat-popular”[17]
- Ordinul „Tudor Vladimirescu” clasa a IV-a (24 septembrie 1969) „pentru merite deosebite în muncă, cu prilejul împlinirii a 25 de ani de la apariția primului număr legal al ziarului «Scînteia»”[18]